# 마쓰다이라 노부유키 (1785년)
마쓰다이라 노부유키(일본어: 松平信志, 1785년 9월 3일 ~ 1816년 5월 11일)는 단바 가메야마 번의 제5대 번주이다.
1785년 9월 3일(덴메이 5년 7월 30일), 단바 가메야마 번의 분가로 다이신(大身) 하타모토인 마쓰다이라 쓰네타카(松平庸孝)의 장남으로 태어났다.
1802년(교와 2년), 제4대 번주 마쓰다이라 노부타카가 요절했기 때문에, 그의 양자로서 가독을 상속해 제5대 번주가 되고, 12월에 종5위하 기이노카미(紀伊守)에 서임된다.
1816년 5월 11일(분카 13년 4월 15일, 또는 4월 18일)에 죽었다. 향년 32세. 가독은 7남 노부히데가 상속했다.
| 전임 마쓰다이라 노부타카 | 제15대 가타하라 마쓰다이라가 당주 1802년 ~ 1816년 | 후임 마쓰다이라 노부히데 |

| 전임 마쓰다이라 노부타카 | 제5대 단바 가메야마 번 번주 (가타하라 마쓰다이라 가) 1802년 ~ 1816년 | 후임 마쓰다이라 노부히데 |